# Greenwich (villa)
Greenwich es una villa ubicada en el condado de Washington en el estado estadounidense de Nueva York. En el año 2000 tenía una población de 1,902 habitantes y una densidad poblacional de 494 personas por km².

## Historia
Su antiguo nombre fue cambiado a Greenwich en 1867.

## Geografía
Greenwich se encuentra ubicada en las coordenadas 43°5′29″N 73°29′50″O / 43.09139, -73.49722.

## Demografía
Según la Oficina del Censo en 2000 los ingresos medios por hogar en la localidad eran de $34,659, y los ingresos medios por familia eran $42,198. Los hombres tenían unos ingresos medios de $31,951 frente a los $20,795 para las mujeres. La renta per cápita para la localidad era de $16,592. Alrededor del 4.8% de la población estaban por debajo del umbral de pobreza.